# Рандач
Рандач — деревня в Кирилловском районе Вологодской области.
Входит в состав Алёшинского сельского поселения, с точки зрения административно-территориального деления — в Мигачевский сельсовет.
Расстояние до районного центра Кириллова по автодороге — 36 км, до центра муниципального образования Шиндалово по прямой — 14 км. Ближайшие населённые пункты — Мигачево, Лукинское, Васильево.
По переписи 2002 года население — 4 человека.